# 張貞觀
張貞觀（1549年—1610年），字惟诚，号惺宇，晚年自号东台逸士，直隸徐州沛縣人，民籍，明朝政治人物。

## 生平
萬曆元年（1573年）癸酉科應天府鄉試第六十九名，萬曆十一年（1583年）癸未科會試第一百六十五名，登三甲第一百四十六名進士。户部觀政，初授益都县知县，十七年十月考选，授兵科给事中，十九年正月阅视山西，十二月还朝，升工科右给事中，再升户科左，次年前往泗州勘探水患开浚工程，升礼科都给事中。二十二年二月，因直言忤旨被除名。此后中外交章推荐，最终不再作官。家居十八年，卒于家，追赠太常寺少卿。

## 家族
曾祖張璟；祖父張通；父張輔。母周氏。

## 延伸阅读
[在维基数据编辑]
 《明史卷二百三十三》，出自《明史》

| 官衔        | 官衔                            | 官衔          |
| ----------- | ------------------------------- | ------------- |
| 前任： 楊植 | 明朝益都縣知縣 1583年－萬曆年間 | 繼任： 侯大節 |